# Angkeumhan dolsingnyeo
Angkeumhan dolsingnyeo (앙큼한 돌싱녀?), noto anche con il titolo internazionale Cunning Single Lady, è una serie televisiva sudcoreana trasmessa su MBC TV dal 27 febbraio al 24 aprile 2014.

## Trama
Ae-ra ha dato letteralmente la vita per il marito Jung-woo, supportandolo in tutto; dopo essere finita per colpa sua in ristrettezze economiche, passati quattro anni dal matrimonio e ormai esasperata, decide infine di lasciarlo. Tre anni dopo, Ae-ra viene a sapere che Jung-woo è riuscito a fare fortuna, mentre lei si trova ancora a pagare i debiti che avevano accumulato durante il matrimonio: desiderosa di vendetta, cerca così di riavvicinarsi a lui e di riconquistarlo.